# Stad i ljus
Chansons représentant la Suède au Concours Eurovision de la chanson
Boogaloo
(1987) En dag
(1989)
Stad i ljus (en français Ville dans la lumière) est la chanson représentant la Suède au Concours Eurovision de la chanson 1988, à Dublin, en Irlande. Elle est interprétée par Tommy Körberg.

## Sélection
La chanson est écrite pour Jan Malmsjö, mais il la refuse parce que le Melodifestivalen est le même jour que son spectacle au Hamburger Börs à Stockholm, dont il ne peut pas s'absenter. Cependant, Tommy Körberg est libre, car il fut refusé par le syndicat des acteurs américains pour chanter le rôle principal dans la comédie musicale Chess à Broadway. Körberg écoute la mélodie plusieurs fois dans l'autoradio et décide d'interpréter.
Au Melodifestivalen 1988, la chanson est choisie par onze jurys régionaux d'habitants. Stad i ljus gagne lors de la finale le 27 février 1988 avec les huit points de neuf jurys sur onze.
La chanson devient directement au numéro un du Svensktoppen le 17 avril 1988 et reste dans le classement pendant neuf semaines, les huit premières au numéro un avant que la chanson ne se termine par une deuxième place le 12 juin de la même année.

## Eurovision
Körberg tombe malade avant le concours et ne peut pas participer à toutes les répétitions. Pendant un certain temps, la question se pose de savoir si l'auteur-compositeur Py Bäckman lui-même interprétera la chanson, ce qui ne s'est toutefois produit qu'à la répétition générale.
La Suède est l'un des favoris avant le concours.
La chanson est la deuxième de la soirée, suivant Þú og þeir (Sókrates) interprétée par Stefán Hilmarsson pour l'Islande et précédant Nauravat silmät muistetaan interprétée par Boulevard pour la Finlande. La performance elle-même se déroule bien.
Les notes élevées des groupes du jury ne sont cependant pas au rendez-vous. La Suède obtient 12 points de la Norvège. La chanson obtient un total de 52 points et finit à la douzième place sur vingt-et-un participants, ex aequo avec l'Italie.

### Points attribués à la Suède
| 10 points | 9 points | 8 points               | 7 points      | 6 points   |
| --------- | -------- | ---------------------- | ------------- | ---------- |
| - Norvège | - Italie | - Danemark - Pays-Bas  |               |            |
| 5 points  | 4 points | 3 points               | 2 points      |            |
| - Irlande |          | - Islande - Luxembourg | - Royaume-Uni | - Belgique |

## Postérité
Dan Hylander écrit les paroles de la version anglaise Unchained Light. Elle est aussi interprétée par Tommy Körberg et est la face B du single.
En 1989, Gunnar Bunker sort sa version de la chanson sur son album de musique éponyme.
La chanteuse Sofia Källgren enregistre la chanson avec des paroles différentes, alors intitulée Sprid ditt ljus, sur une compilation de Noël en 1996.
Stad i ljus est inclus dans deux versions dans le supplément de chansons religieuses Psalmer i 2000-talet, publié le 14 mai 2006. La chanson est généralement jouée lors de funérailles en Suède.
Un enregistrement de Py Bäckman figure sur son album Sånger från jorden till himmelen en 2008.
Peu après l'Eurovision, la chanson est diffusée comme une blague dans les soirées étudiantes.
En janvier 2023, le championnat du monde de handball masculin a lieu en Suède et en Pologne. À cet égard, la chanson est jouée dans le cadre des matchs de la Suède et est décrite comme l'hymne national non officiel de la Suède. Elle est donnée comme la chanson de clôture dans les pubs et les tavernes. Elle est également la chanson de clôture des soirées étudiantes notamment à Linköping, où les étudiants se réunissent en cercle pour chanter tous ensemble.